# Pleocoma linsleyi
Pleocoma linsleyi is een keversoort uit de familie Pleocomidae. De wetenschappelijke naam van de soort is voor het eerst geldig gepubliceerd in 1971 door Hovore.